# Henryk Tomaszewski
Henryk Tomaszewski (pronunciado tom-a-shev-ski) nasceu em 10 de junho de 1914 na Varsóvia, Polônia, foi um artista e designer gráfico que projetou principalmente cartazes. 
Ele se destacou por ter desenvolvido um estilo único e irreverente sob um regime de repressão ideológica e por ter influenciado toda uma geração de artistas e designers. 

## Biografia
Tomaszewski nasceu numa família de músicos. Era esperado que ele dedicasse sua vida a música, mas em 1934, contra a vontade dos pais, ele se matriculou na Escola de Arte da Varsóvia como estudante de pintura e se formou em 1939. 
Influenciado pelos cartunistas alemães Georg Grosz e John Heartfield, Tomaszewski se instruiu no design gráfico desenhando sátiras e caricaturas. Ele se tornou um contribuinte regular da revista de humor Szpilki e projetou cenários para peças de teatro. 
Em 1947 junto com outros designers, entre eles Tadeusz Trepkowski, ele foi contratado para produzir cartazes para a distribuidora de filme do estado, Central Wynajmu Filmow, mas eles aceitaram somente após estabelecerem que eles não teriam que fazer cartazes que parecessem cartazes de outros países. A escassez severa de recursos como tintas e pincéis na Polônia dificultou o trabalho, além da impressão e o papel serem inadequados. Essas limitações fizeram com que Tomaszewski repensasse as convenções dos cartazes de filmes ele queria criar sua própria linguagem visual buscando a essência de cada filme e usando o mínimo de elementos. Ao invés de retratos glamourosos dos personagens, ele eliminou qualquer referencia a estrelas e substituindo-os por cores vibrantes e formas abstratas para alcançar o impacto gráfico. Em vez de ilustrar cenas do filme, ele sugeria no cartaz o clima do filme aplicando técnicas de filmagem como perspectivas dramáticas e recortes bizarros. Enquanto diretores de filmes criticaram essa abordagem como sendo muito fora da visão deles, Tomaszewski surpreendentemente recebeu o apoio das autoridades comunistas responsáveis pela indústria cinematográfica. 
De 1952 a 1985 Henryk Tomaszewski foi co-diretor, junto com Josef Mroszczak, da Escola de Belas Artes da Varsóvia, a Meca para estudos de design, e ensinou lá igualmente. Além dos seus alunos poloneses havia vários designers da Inglaterra, França e Estados Unidos, inclusive membros do grupo francês de cartaz político da década de 80, Grapus, que foram atraídos pelo seu estilo expressionista e habilidade de comunicar ultrapassando barreiras linguísticas. Tomaszewski normalmente deixava sua arte falar porque ele sabia falar somente em polonês. Depois de se aposentar ele continuou a projetar cartazes e desenhar até 1996 quando uma doença degenerativa o privou do movimento das mãos e das pernas, falecendo no dia onze de setembro de 2005 aos 91 anos de idade. 
Ainda vivem sua mulher Teresa Pagowska, uma proeminente pintora polonesa, seu filho, Filip Pagowski, um ilustrador que vive em Nova York, e sua neta. Seu trabalho é exibido em várias coleções incluindo The Warsaw and Poznan National Museums, the Museum of Modern Art in New York, the Museum of Modern Art in Kanagawa, Japan, and the Stedelijk Museum in Amsterdam.

## O cartaz polonês

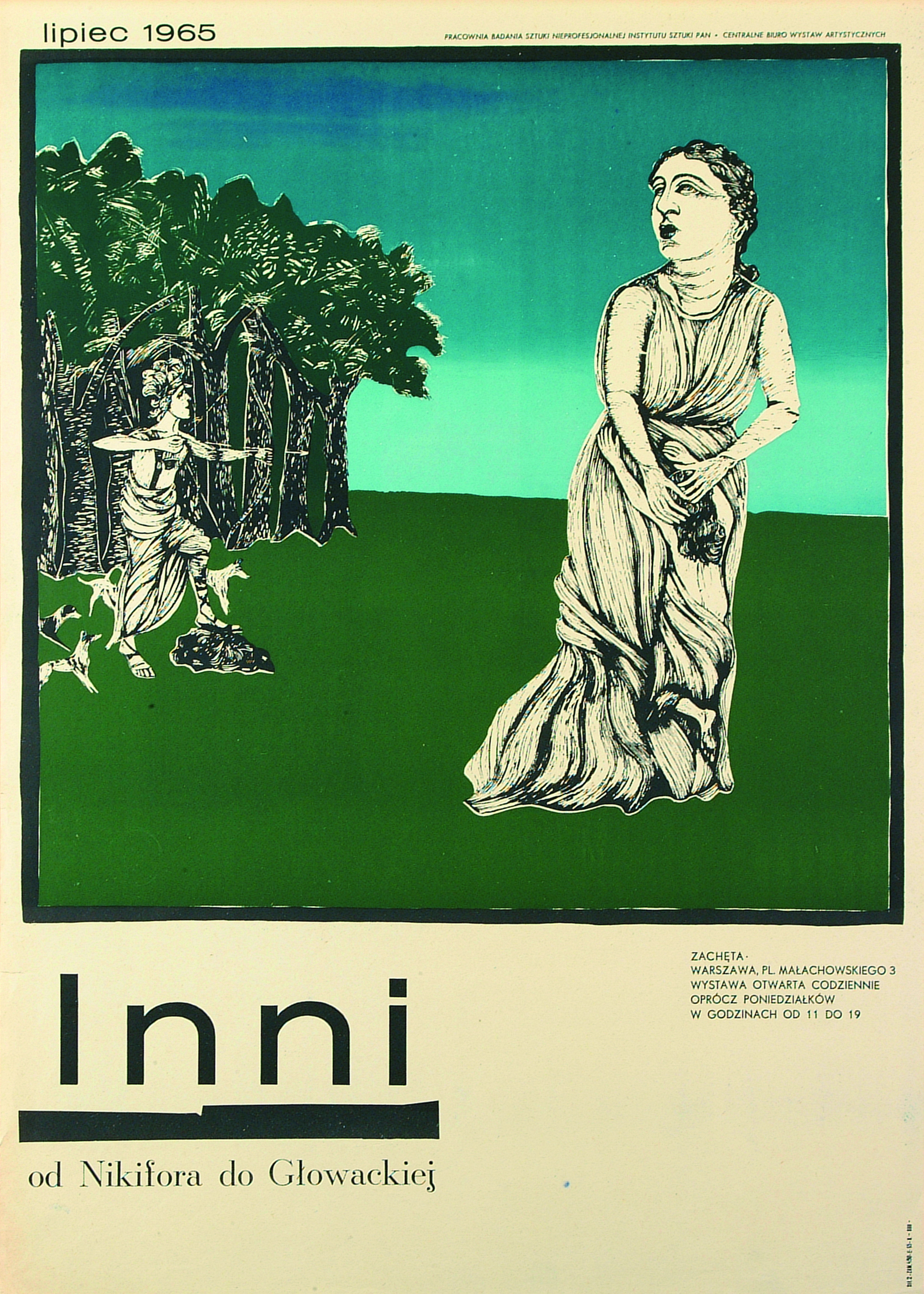
Henryk Tomaszewski, pôster "Outros", 1965

Antes da Segunda Guerra Mundial o cartaz polonês era tão rico graficamente quanto qualquer um produzido nas lideres de cartazes da Europa - Inglaterra, França e Alemanha. Mas imediatamente após a Guerra, cartazes mais sombrios apareceram encorajando a reconstrução de uma nação devastada e logo após a estética Stalinista foi injetada na maioria das artes populares. Os cartazes comissionados pelo governo comunista exaltavam os ideais comunistas e divulgavam de forma simples e fácil serviços públicos e eventos, essa linguagem empregada nos cartazes é denominada 'realismo socialista'. No entanto o cartaz polonês desenvolveu uma linguagem única dentro das amarras do realismo socialista conseguindo se desvencilhar da censura. Em contraste ao pesado realismo socialista praticado na União Soviética o cartaz polonês dos anos 50 era de um colorido impactante e de um humor surreal e decididamente livre de qualquer simbolismo ideológico. À frente do Cartaz polonês pós-guerra estava Tadeusz Trepkowsky, ele usava uma composição direta com cores chapadas para passar uma ideia. No final da década de 50 a arte do cartaz se estabeleceu na Escola de Belas Artes da Varsóvia (Warsaw Academy of Fine Arts), que ajudou a formar o que é conhecido como a escola polonesa do cartaz (Polish Poster School). A nova geração de artistas, que tornaram o cartaz polonês famoso, usava uma linguagem metafórica que exigia uma participação ativa do leitor, seu estilo era extremamente expressivo e pessoal usando alto nível técnico ou utilizando-se de recursos de pintura e ilustração, a fotografia era raramente usada, acreditava-se que a expressão valida das ideias era feita pela mão no papel. Henryk Tomaszewsky é considerado o pai dessa nova geração que incluem Maciej Urbaniec, Franciszek Starowieyski, Waldemar Swierzy e Jan Lenica. Esses artistas adotaram diferentes formas de expressar genuinamente seu sentimento com relação ao assunto dando ao cartaz vida própria. As Bienais do Cartaz de Varsóvia atraíam multidões, surgiam galerias especializadas e um jornal popular de Varsóvia realizava competição entre os melhores cartazes do mês e do ano, escolhidos pelos leitores. Mesmo com o movimento enfraquecido, os cartazes são até hoje reconhecidos como parte importante da arte polonesa, sendo preservados por colecionadores, galerias e museus. É irônico que uma nação sujeita a repressão ideológica pudesse produzir um estilo gráfico marcado pela liberdade de expressão individual, e com qualidade e integridade tão altas. Essa é um das fascinantes paradoxos do cartaz polonês: era uma arte que se desenvolveu a despeito e provavelmente graças ao sistema de limites.
Esses artistas poloneses usavam limites e liberdades de maneira inteligente e inventiva.

## Estilo gráfico
O historiador de cartazes Alain Weill descreveu os cartazes de Tomaszewski “evocam uma atmosfera quase infantil cuja informalidade é frequentemente reforçada por um manuscrito canhoto”. Tomaszewski introduziu uma sensibilidade abstrata surpreendentemente brincalhona e sedutora que caracterizou a escola polonesa do cartaz. Essa abordagem estilística dominou o gênero por décadas e de 60 a 80 influenciou diretamente designers de cartazes culturais e políticos na França, Inglaterra e Estados Unidos. Tendo sobrevivido a ocupação nazista Tomaszewski, que nunca participou do partido comunista, simplesmente recusava seguir as regras oficiais na arte. “Política é como o clima” ele dizia “você tem que conviver com ela”. Sua arte beneficiou dessa resistência, já que ele é forçado a inventar meios de esconder imagens satíricas em seu trabalho. Ele se distanciou de assuntos muito políticos e se concentrou totalmente em cartazes para instituições culturais e eventos. Seus cartazes para os filmes britânicos “Odd Man Out” e “Black Narcissus” eram ilustrações simbólicas que somente sugeriam o enredo do filme. Seus cartazes para o famoso Polish Cyrk combinavam colagens abstratas e fontes expressiva, ao invés de tipos padronizados, o que se tornou sua marca registrada. O talento dos artistas envolvidos e a personalidade cativante de Henryk Tomaszewski se juntaram para fazer desse movimento algo notável.